# Tarr Inlet
Das Tarr Inlet ist ein Fjord im Nordosten des Glacier-Bay-Nationalparks im Panhandle von Alaska zwischen Johns Hopkins Inlet und Rendu Inlet.
Das Inlet ist etwa 15 km lang und drei Kilometer breit und verläuft in nordwestlicher Richtung bis knapp an die Grenze zum kanadischen British Columbia. Der Grand-Pacific-Gletscher mündet in den Kopfbereich der Bucht, der Margerie-Gletscher liegt zwei Kilometer weiter südlich in einem Seitental.
Benannt wurde der Fjord um 1912 von Lawrence Martin vom United States Geological Survey nach Ralph Stockman Tarr, einem Hochschullehrer für Geographie an der Cornell University, der die Region 1911 bereist hatte.